# Darkveil
Darnell Wade, también conocida como Darkveil y, originalmente, Shade, es una mutante y superheroína drag queen de la editorial de cómics estadounidense Marvel Comics. El personaje apareció por primera vez en Iceman Vol. 4 #4, y fue creado por 
Sina Grace y Nathan Stockman. Shade es además la primera heroína drag queen de la editorial.

## Biografía ficticia
Darnell fue vista por primera vez actuando bajo el alias de Shade en una fiesta del Orgullo Mutante en Nueva York, sirviendo de ayudante y telonera de la superheroína Dazzler.
Después del espectáculo los hombres de Mr. Siniestro atacaron la fiesta como parte de un plan en su lucha contra Iceman para conseguir hacer clones basados en su ADN. Emma Frost decidió unirse a la pelea para proteger a los asistentes, lo que le llevó a ser reconocida por Shade y que esta última también entrara en combate, mostrando sus poderes mutantes.
Posteriormente fue vista de nuevo en una fiesta de mutantes en la que también estaban Ángel y Nightcrawler, revelando que había cambiado su alias a Darkveil.
Por último, fue vista en una manifestación del Orgullo LGBT junto a la superheroína América Chávez, sosteniendo ambas carteles con las imágenes de Marsha P. Johnson y Sylvia Rivera, ambas pioneras en la lucha por los derechos LGBT en Estados Unidos.

## En otros medios
- Darkveil será interpretada por la Drag Queen y ganadora de RuPaul's Drag Race Shea Couleé, en la serie de Disney+ Ironheart.[17][18][19][20][21][22][23][24][25]
- Darkveil apareció también en el videojuego para móviles Marvel Puzzle Quest.[26]